# Маестро ди Чита ди Кастело
Маèстро ди Читà ди Кастèло (на италиански: Maestro di Citta di Castello; † първа половина на 14 век) е анонимен италиански художник от Сиенската школа, работил в Сиена през 1290-1320 г. Известно негово произведение, намиращо се в град Чита ди Кастело, дава името му, прието от изкуствоведите.

## Произведения
В различни музеи и частни колекции на света се пазят много произведения, които влизат в „Кръга на Дучо“, т.е. принадлежат на неговата школа, ателие и са авторски произведения на негови последователи или подражатели. Работата по класификацията на това наследство се извършва вече много десетилетия. Част от тези анонимни творби е приписвана на едни или други известни ученици на Дучо ди Буонинсеня. Друга част от тези произведения не е свързана с името на какъвто и да е документално потвърден художник. Така се появява Маестро ди Чита ди Кастело, който получава своето име благодарение на картината „Маестà“ (Мадона на трон в обкръжение на шест ангела), която се пази в Пинакотеката на град Чита ди Кастело. Изхождайки от формалните особености на тази работа, изкуствоведите сега с относителна с увереност му приписват авторство на още 5-6 произведения. Сред тях са е „Разпятие“ от Манчестър (Градска галерия на изкуствата), „Мадоната с Младенец и светци“ (ок. 1307 г., Сиена, Национална пинакотека) и голям „Кръст“ (ок. 1320 г., Померанче, църква „Мадона дела Грация“ в Монтекорболи).

## Галерия
- Маестà: Мадоната ди Чита ди Кастело (Мадона на трон в обкръжение на шест ангела)
- Йоан Кръстител, част от полиптих, Ню Хейвън, Художествена галерия на Йелския университет
- Свети Петър, част от полиптих, Ню Хейвън, Художествена галерия на Йелския университет
- Полиптих